# Divizia A 1920-21
A temporada 1920-21 é a 9ª edição da Divizia A que começou em 1920 e terminou em 1921. O Venus Bucureşti foi o campeão conquistando pela 2ª vez o título nacional.

## Classificação
| Pos | Equipe                    | J  | V | E | D | GP | GC | S | Pts |
| --- | ------------------------- | -- | - | - | - | -- | -- | - | --- |
| 1   | Tricolor Bucureşti        | 9  | 7 | 0 | 2 | —  | —  | — | 14  |
| 2   | Venus Bucureşti           | 6  | 4 | 1 | 1 | —  | —  | — | 9   |
| 3   | Prahova Ploieşti          | 5  | 3 | 0 | 2 | —  | —  | — | 6   |
| 4   | Colţea Bucureşti          | 10 | 2 | 1 | 7 | —  | —  | — | 5   |
| 5   | Excelsior Bucureşti       | 8  | 1 | 0 | 7 | —  | —  | — | 2   |
| 6   | Educaţia Fizică Bucureşti | 8  | 1 | 0 | 7 | —  | —  | — | 2   |
| 7   | Prahova Ploieşti          | —  | — | — | — | —  | —  | — | —   |

## Campeão
| Divizia A 1920-21           |
| --------------------------- |
| Venus Bucureşti (2º título) |